# 高长虹
高长虹（1898年—1954年？），本名高仰愈，山西盂县人，中华民国作家。

## 生平
1914年，高长虹考入山西省立第一中学，后来由于政治观念和校方冲突而退学自修。1924年，高长虹和高沐鸿、段复生、籍雨农等人组织“贫民艺术团”，并出版《狂飙》（先为月刊，后改为周刊），从此开展了“狂飙运动”。
1924年12月10日高长虹开始和鲁迅交往，并于1925年加入其组织的“莽原社”并为《莽原》周刊做编辑工作。后来两人因鲁迅的地位和《莽原》事务发生不合。高长虹于1926年10月在《狂飙》周刊上公开指责鲁迅和《莽原》编辑韦素园；鲁迅也发表文章反驳，从而与高长虹断交。
1928年10月至1929年6月，高长虹出版了个人刊物《长虹周刊》，1930年至1938年出国周游。1938年回到香港后，他先在重庆等地继续创作抗日文学，后来于1941年11月到达延安。1946年，高长虹去往哈尔滨，加入东北文协。
高长虹的最后下落不明，一个说法是于1954年春因脑溢血逝世于沈阳。

## 著作
- 生前出版：《心的探险》、《光与热》、《给——》、《走到出版界》等共17部，包括诗集5部、散文诗集1部、散文集1部、杂文集1部、小说集5部、合集4部。
- 《高长虹文集》，1989年中国社会科学出版社出版。

## 家庭
- 弟弟：高歌，現代詩人，曾任《皖報》副刊主編，也是詩人鍾鼎文就讀安徽省立第一中學時期的國文老師。